# مساعدة قضائية
المساعدة القضائية عبارة عن قبول وفرض الحكم القضائي الصادر من محكمة من قضاء ما لمحكمة في قضاء مختلف. ويتطلب هذا القبول وجود معاهدة بين حكومتي القضاءين. وفي قضاءات القانون العام، إذا لم تكن معاهدة المساعدة القضائية سارية، فإنه يتم تقديم الأمر القضائي الإضافي كدليل في التقاضي المنفصل الذي يشمل نفس الأمر.

## الأوامر العادية في المساعدة القضائية
- ترخيص الزواج والطلاق
- جائزة التحكيم
- حق الحجز
- الأضرار
- التصفية